# Gilberto Alves
Gilberto Alves (Nova Lima, 24 december 1950) is een voormalig Braziliaans voetballer en trainer, ook bekend onder spelersnamen Gil of Búfalo Gil. 

## Biografie
Gil begon zijn carrière bij Cruzeiro en na enkele omzwervingen bij kleinere clubs ging hij van 1973 tot 1976 bij Fluminense aan de slag. Met deze club won hij in 1975 en 1976 het Campeonato Carioca en in 1976 het Tournoi de Paris. Na nog enkele jaren bij Botafogo en een kort verblijf bij Corinthians trok hij twee jaar naar Europa om voor Real Murcia te spelen. Na opnieuw enkele jaren in Brazilië beëindigde hij zijn carrière bij het Portugese Farense.
Hij speelde ook twee jaar voor het nationale elftal en nam in 1976 deel aan een jubileumtoernooi ter ere van de 200-jarige onafhankelijkheid van de Verenigde Staten. Hij speelde ook op het WK 1978. 
Na zijn spelerscarrière werd hij trainer.